# Marc-Antoine Olivier
Marc-Antoine Olivier (18 juni 1996) is een Frans zwemmer die gespecialiseerd is in langeafstandszwemmen.

## Carrière
Oliviers vader en moeder waren beiden zwemmer, waardoor ook hij geïnspireerd raakte om te gaan zwemmen.
Hij begon met zwemmen toen hij zeven was in Denain en met openwaterzwemmen toen hij vijftien was.
Op de Olympische Zomerspelen 2016 won hij de bronzen medaille op de 10 km.
In 2017 op de wereldkampioenschappen werd hij wereldkampioen op de 5 km en in de landenwedstrijd.
Olivier vertegenwoordigde Frankrijk op de Olympische Zomerspelen 2020 en behaalde daar de zesde plaats.